# Celaena kurilibia
Celaena kurilibia là một loài bướm đêm trong họ Noctuidae.